# Велике Полпіно
Вели́ке По́лпіно (рос. Большое Полпино) — селище міського типу, підпорядковане Володарському району міста Брянськ Брянської області, Росія.
Населення селища становить 5 096 осіб (2008; 4 613 в 2002).

## Географія
Селище розташоване на правому березі річки Снєжеть, лівої притоки Десни.

## Історія
Статус селища міського типу Велике Полпіно отримало 27 грудня 1933 року.

## Економіка
В селищі працюють заводи: фосфорних добрив, керамзито-гравійний, залізобетонних виробів, металоконструкцій та технологічного устаткування; деревообробні підприємства. На півночі ведеться видобуток фосфоритів.
В околицях знаходиться психіатрична лікарня «Полпінка».